# Kostel Stětí svatého Jana Křtitele (Vrbovec)
Kostel svatého Jana Křtitele je římskokatolický chrám ve Vrbovci v okrese Znojmo. Jde o farní kostel římskokatolické farnosti Vrbovec. Je chráněn jako kulturní památka České republiky.
První písemná zmínka osadě pochází z roku 1137. Datum výstavby románského kostela není známo. V roce 1727 vyhořel a v roce 1747 byl na náklady premonstrátského Louckého kláštera barokně přestavěn. Znovu byl vysvěcen olomouckým biskupem Maxmiliánem z Hamiltonu 27. června 1767. Další přestavby a opravy proběhly koncem 19. století.Na věži jsou tři zvony, nejstarší z nich pochází z roku 1627. 